# Pasquale Valentini
Pasquale Valentini (ur. 19 lipca 1953 w San Marino) – sanmaryński polityk. Sekretarz Stanu do spraw Politycznych i Zagranicznych od 5 grudnia 2012 do 27 grudnia 2016.

## Życiorys
W 1977 ukończył matematykę na Uniwersytecie Bolońskim. W latach 1977–1993 był nauczycielem matematyki, chemii i fizyki w gimnazjum. Od 1993 zajmował katedrę matematyki.
Od połowy lat 70. do połowy lat 80. aktywnie uczestniczył w życiu społecznym i kulturalnym kraju będąc członkiem Democratic Confederation of San Marino Workers.
W 1988 po raz pierwszy został wybrany do parlamentu San Marino z ramienia Chrześcijańsko-Demokratycznej Partii San Marino. Był ponownie wybierany w 1993, 1998, 2001, 2006, 2008 i 2012. Od lipca 2001 do czerwca 2002 i od grudnia 2002 do grudnia 2003 był ministrem edukacji. Od 30 kwietnia 2010 do 5 grudnia 2012 był ministrem finansów. Od 5 grudnia 2012 do 27 grudnia 2016 pełnił funkcję sekretarza stanu ds. politycznych i zagranicznych.

## Życie prywatne
Valentini jest żonaty i ma troje dzieci. Doczekał się też czworga wnucząt.